# 長友朋子
長友 朋子（ながとも ともこ、1972年 - ）は、日本の考古学者、博士（文学）。立命館大学文学部日本史研究学域考古学・文化遺産専攻教授。

## 研究活動
弥生土器の研究に基づき先史時代の東アジアの土器・陶器の分布から窯の形態と地域の政治力に注目し、制作技術そのものが伝播したのか、器のみ流通したか、その背景を含めて研究課題にすえる。東アジアから出土する土器や瓦など資料の焼成温度から技術レベルを分類、考古学の視点に胎土分析を合わせて出土地と製作地の重なりを解明しようとする。また窯をインフラとして管理運営する政治的な構造に着目、経済活動としての土器・陶器の流通を探る考察を続け、東アジアの土器作りの技術の広がりから社会の変化まで展望に努めている。地理的範囲は韓半島から窯と焼製品の出土例の多い中国南部に軸足を置き、タイ、ミャンマーにわたる。
2015年5月、第5回日本考古学協会奨励賞受賞。

## 略歴
京都府京都市生まれ、本名中村。1996年3月、立命館大学文学部史学科卒業。1999年3月、立命館大学大学院文学研究科史学専攻博士課程前期課程修了。2002年3月、大阪大学大学院文学研究科文化形態論専攻博士課程後期課程単位取得退学。2005年3月、大阪大学より文学博士の学位を取得。 2010年に大阪大学に奉職（文学研究科招聘研究員）、2012年04月から2016年03月まで大阪大谷大学大学院文学研究科准教授。2016年4月より立命館大学に奉職（文学部准教授）、2017年より同教授。

## 所属学会
- 日本考古学協会
- 考古学研究会

委員受託
- 2014年4月   青谷上寺地遺跡発掘調査委員会委員（鳥取県教育委員会  現在に至る[7]）
- 2015年4月   文化財保護審議会委員、史跡整備委員会委員（城陽市教育委員会  現在に至る[7][17][18]）
- 2015年9月   文化財保護審議会委員（八尾市教育委員会  現在に至る[7]）

## 主な研究内容
- 弥生・古墳時代の土器生産[4]
- 土器製作における民族考古学[7][19]
- 土器生産と分業化における日本列島と韓半島の比較研究

## 主な著書
単著
- 『弥生時代土器生産の展開 = Pottery production in the Yayoi period』六一書房、2013年2月。ISBN 9784864450256。
- 『土器研究の新視点 : 縄文から弥生時代を中心とした土器生産・焼成と食・調理』大手前大学史学研究所、六一書房、2007年3月。ISBN 9784947743466。

共編
＊『南関東の弥生文化－東アジアとの交流と農耕化』吉川弘文館、2022年11月。ISBN 9784642093644。

### 博士論文
- 中村朋子『弥生時代の土器と社会』大阪大学、2005年3月25日。14401甲第10131号。[19]

### 著作
- 長友朋子「文様の地域色--弥生時代中期における凹線文を素材として」『古文化談叢』第49巻、九州古文化研究会、2003年2月、1-16頁。NAID 40005704580。

- 長友朋子「弥生土器における覆い型野焼きの受容と展開 : 西日本を中心に」『日本考古学』第13巻第22号、一般社団法人 日本考古学協会、2006年、1-14頁。doi 10.11215/nihonkokogaku1994.13.22_1、ISSN 1340-8488。

- 長友朋子「土器の規格度--弥生時代の土器生産体制の復元にむけて」『日本考古学』第27巻、日本考古学協会、2009年5月、79-96頁。ISSN 1340-8488。NAID 40016670727。

- 犬木努、長友朋子、近藤 麻美「一須賀K9号墳・K10号墳・K13号墳の測量調査」『大阪大谷大学文化財研究』第14号、大阪大谷大学文化財学科、2014年3月、1-12頁。NAID 120006594264。

書評
- 長友朋子「書評 金子守恵著『土器つくりの民族誌 : エチオピア女性職人の地縁関係』」『考古学研究』第58巻第3号、考古学研究会、2011年、94-96頁。ISSN 0386-9148、NAID 40019176071。